# ایرینا لپشا
ایرینا لپشا (رومانیایی: Irina Lepșa؛ زادهٔ ۶ ژوئن ۱۹۹۲) وزنه‌بردار زن اهل رومانی است.
وی در مسابقات کشوری و بین‌المللی در مجموع برندهٔ ۱ مدال طلا، ۶ مدال نقره، ۱ مدال برنز شده‌است.